# Ветры озера Байкал
Ветры озера Байкал формируются под влиянием процессов общей циркуляции атмосферы, горного обрамления котловины, термических различий озера и прилегающей суши. Вытянутость озера с северо-востока на юго-запад определяет направление четырёх основных ветров над его акваторией — продольных (верховик и култук) и поперечных (горная и шелонник).
Наиболее устойчивым ветровым потоком для акватории всего Байкала является горная.
На Южном Байкале к группе устойчивых ветров можно также отнести култук, а на Среднем и Северном — верховик.

## Верховик
Продольный ветер преимущественно северо-восточного направления, но он имеет северную составляющую при выходе из долины Верхней Ангары, где носит название ангара, и восточную — при соединении с воздушным потоком, дующим из долины реки Баргузин и имеющим одноимённое название баргузин.
Ветры типа верховик обычно возникают, когда с запада или юго-запада к Байкалу приближается тёплый фронт, а районы Забайкалья и Северного Прибайкалья в это время заняты антициклоном (областью высокого давления).
В тёплый период года над акваторией Северного Байкала скорости верховика составляют 2-4 м/с, наивысшие (8 м/с) отмечаются в средней части озера. К югу скорости понижаются до 5 м/с и приурочены к западному берегу. В холодный сезон скорости верховика несколько выше (до 9 м/с).
Верховик почти всегда дует в ясную солнечную погоду. Продолжительность этого ветра, в зависимости от сезона, колеблется от 8-15 часов до 2-2,5 суток. Наибольшая повторяемость верховика наблюдается у западных берегов. В центральной и южной частях Байкала верховик вызывает значительное волнение.

## Култук
Продольный ветер, имеющий направление, противоположное верховику, то есть юго-западное в южной и средней частях Байкала и южное — в северной. Своё название он получил по одноимённому населённому пункту, расположенному на юге озера. Другое название ветра — низовик. Ветер возникает в том случае, когда к югу или юго-востоку от озера располагается антициклон, а на севере — циклон.
Максимальные скорости ветра в тёплый сезон находятся в пределах 5-6 м/с, а в осеннее время достигают 8-10 м/с. Наибольшая повторяемость култука отмечается вдоль восточного побережья, где он преобладает над другими ветрами. Култук почти всегда сопровождается плохой погодой.
Продолжительность култука и верховика примерно одинакова. Лишь летом в северной части озера длительность култука больше, чем всех остальных байкальских ветров.

## Сарма
Ветер на Байкале, преимущественно северо-западного направления, возникающий при преодолении холодными воздушными массами Приморского и Байкальского хребтов. Независимо от ориентировки фронтов горная всегда дует поперёк озера.
Повторяемость ветров имеет чётко выраженную сезонную изменчивость. Сарма преобладает в холодное время года, особенно в декабре перед замерзанием озера и характеризуется исключительной порывистостью, но в промежутках между
отдельными порывами отмечаются моменты полного штиля.
Наибольшая скорость этого ветра (до 40 м/с) наблюдается в долине р. Сарма, от которой и получил своё название. Ураганные порывы сармы, достигающие 60 м/с, способны срывать крыши домов, вырывать с корнями деревья, уносить скот и оставленные на берегу большие лодки. Этот ветер разрушил немало плотов, перегонявшихся по озеру в прошлом веке; суда, застигнутые им в открытом море, стремятся укрыться в бухтах и ни один рыбак не станет выходить в море при таком ветре.
Возникновение таких скоростей объясняется тем, что холодный арктический воздух, переваливая через Приморский хребет с обширной Приленской возвышенности (перепад высот более 500 м), устремляется в суживающуюся к устью долину р. Сарма, которая образует своего рода природную аэродинамическую трубу.
Налетает горная резко и неожиданно, вследствие этого она загубила немало жизней. Самая страшная история случилась в начале XX в., когда пассажирский пароход «Потапов» в Малом Море, возле бухты Семисосенной был выброшен сармой на скалы. Погибло более 200 человек (Тахтеев, 2001).
Он наиболее грозен для судоходства, особенно в средней котловине и в районе, расположенном против долин рек Сармы, Рытой, Солнцепади, Молокона и др.
По сравнению с другими байкальскими ветрами горная обладает наибольшей длительностью в период с августа по декабрь.

## Шелонник
Ветер, дующий с юго-восточного побережья, является, также как и горная, поперечным, но имеющим противоположное направление. Название ему присвоили выходцы из Новгорода по аналогии с ветрами, дующими на озере Ильмень, притоком которого является река Шелонь.
Наблюдается этот ветер на Байкале относительно редко, в основном осенью. Шелонник отличается большой порывистостью и вызывает значительное волнение у западного побережья, хотя сам затихает над акваторией Байкала, не достигнув берега. Необходимым условием возникновения шелонника штормовой силы является наличие над Забайкальем области повышенного давления, а над Прибайкальем — пониженного. В тёплый период максимальные скорости ветра достигают 8-10 м/с. Наибольшая повторяемость отмечается осенью и достигает 20-30 %.
На Байкале встречаются не только ветры, связанные с общей циркуляцией атмосферы (транзитные), но и местные.
Как и для других крупных водоёмов, для Байкала в тёплый период характерна бризовая циркуляция: днём ветры дуют с озера на сушу, а ночью — с суши на озеро. Береговой бриз на Байкале выражен более чётко, и вечером долинные ветры с суши на озеро дуют регулярно, достигая довольно большой силы — 8—10 м/с. Такие ветры называются по имени долин, из которых они дуют.
В течение года в разных районах Байкала наблюдается от 18 до 148 штормовых дней, которые приурочены к весне и осени. Сильных ураганных ветров насчитывается около двух десятков. Особенно они часты с октября по декабрь в Приольхонье, где на 100 дней приходится 58 штормовых.